# Натан Ку-Бут
Натан Джебріл Ку-Бут (англ. Nathan Djebril Koo-Boothe; нар. 18 липня 1985, Вестмінстер, Англія) — англійський та ямайський футболіст, захисник.

## Життєпис
Народився в районі Вестмінстер міста Лондон. У грудні 2007 року перейшов до «Олдершот Таун», з яким підписав контракт до завершення сезону 2007/08 років. Проте вже 2 березня 2008 року залишив команду, так і не зіграв жодного матчу в Національній конференції. Влітку 2008 року перебрався до ямайського клубу «Портмор Юнайтед».
14 липня 2009 року стало відомо, що Натан відправився на перегляд до «Кру Александри». Проте, зрештою в 2009 році опинився в складі представника мальтійської Прем'єр-ліги «Моста».
У січні 2011 року побував на перегляді в південноафриканському клубі «Кайзер Чифс», але зрештою в березні 2011 року перейшов до «Кеттерінг Тауна». У грудні 2011 року став гравцем іспанського клубу «Кастельйон».
У січні 2012 року підписав контракт з «Гейс-енд-Ідінг Юнайтед».